# Michałowice (okres Pruszków)
Michałovice  je příměstská obec v Polsku ležící v těsné blízkosti Varšavy, (asi 10 km jihozápadně), v Mazovském vojvodství v okrese Pruszków ve gmině Michałowice.
Až do 31. prosince 2012 se obec jmenovala Michałowice-Osiedle, (Sídliště Michałowice), a bylo zde také sídlo stejnojmenné gminy. Dnes je sídlo gminy Michałowice v nedaleké obci Reguły.